# Amiche per l'Abruzzo

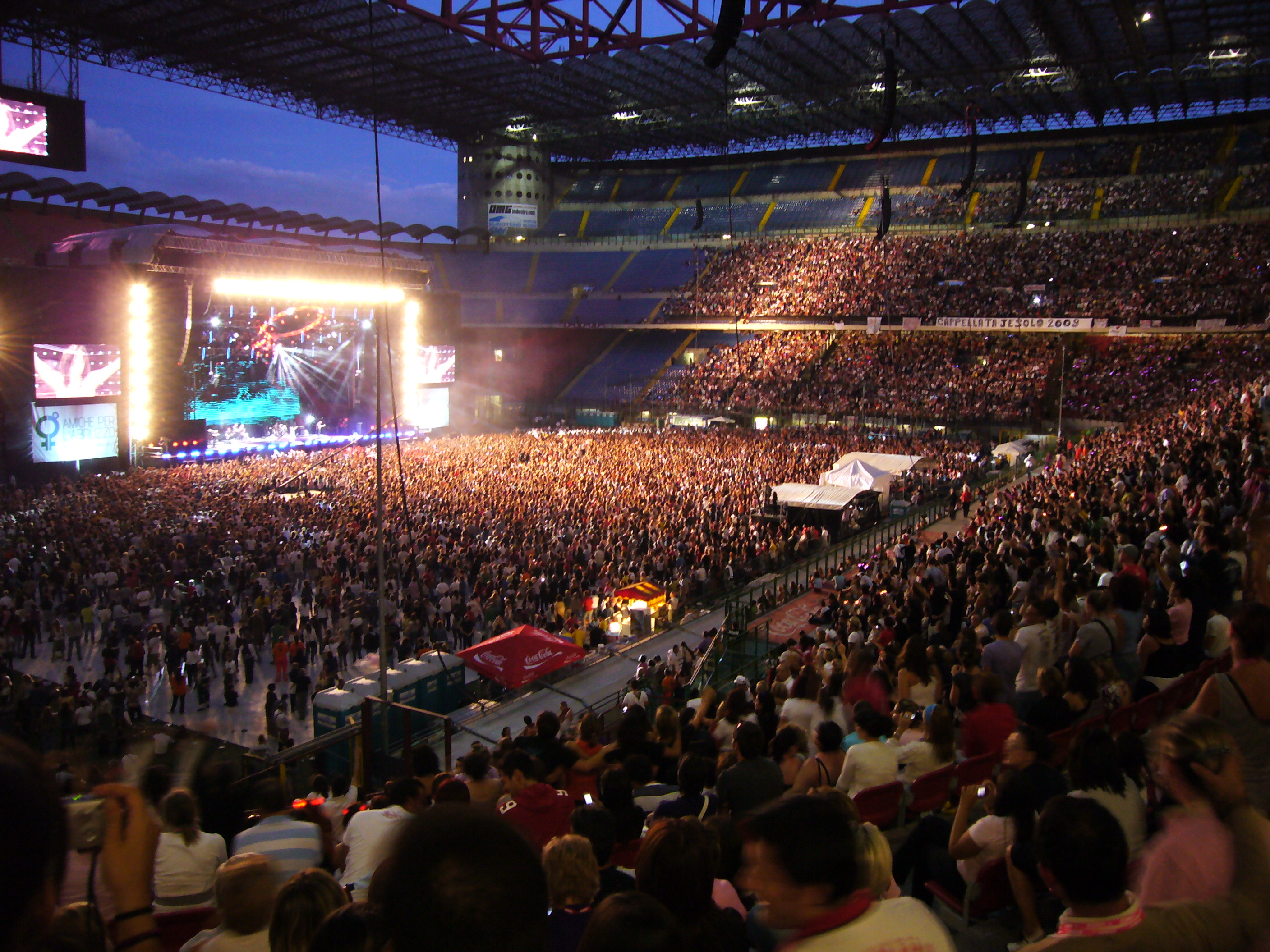
Lo Stadio Giuseppe Meazza durante l'evento.

Amiche per l'Abruzzo è stato un concerto di iniziativa benefica, voluto e organizzato dalle cantanti Laura Pausini e Fiorella Mannoia, che si è svolto il 21 giugno 2009 allo Stadio Giuseppe Meazza di San Siro a Milano, dal primo pomeriggio fino a oltre mezzanotte; caratterizzato dal cast interamente femminile, ha visto la partecipazione sul palco di 43 artiste e l'adesione, sotto varie forme, di un totale di 102 cantanti italiane.
All'evento, parzialmente trasmesso in diretta a reti unificate da 12 radio per un bacino potenziale di 38 milioni di ascoltatori e via Internet, hanno assistito dal vivo 60.000 spettatori.
Lo scopo dell'iniziativa è stato raccogliere fondi per aiutare le popolazioni colpite dal terremoto dell'Aquila del 6 aprile 2009.

## L'organizzazione
Le madrine della manifestazione sono state le cantanti Laura Pausini, ideatrice e promotrice del progetto, Giorgia, Gianna Nannini, Elisa e Fiorella Mannoia. Per l'occasione la Nannini, con la collaborazione della scrittrice Isabella Santacroce, ha scritto un brano inedito, Donna d'Onna, che è stato eseguito durante l'esibizione dalle cinque cantanti-madrine.
Per la prima volta un numero così ampio di interpreti pop esclusivamente femminili si è esibito insieme. Gli artisti, i musicisti, lo staff tecnico e organizzativo e gli operai addetti al palco hanno contribuito senza alcuna retribuzione.
L'evento è stato il primo ad essere trasmesso in diretta da 12 emittenti radiofoniche a copertura nazionale: R101, Radio 105, Radio Monte Carlo, Virgin Radio, Radio Deejay, Radio Capital, m2o, Radio Kiss Kiss, RTL 102.5, Radio Italia, RDS, Radio 24, oltre che su MTV e TIM TV.
Anche le società calcistiche Inter e Milan, beneficiarie dello stadio di San Siro, hanno sponsorizzato l'evento, a cui ha contribuito anche la SIAE, rinunciando agli introiti derivanti dai diritti d'autore sui brani eseguiti.
La manifestazione è stata patrocinata da Pubblicità Progresso, Comune di Milano e Ministero dell'istruzione, dell'università e della ricerca.
La ONLUS Aiutiamoli a vivere, in collaborazione con la Activision, in occasione dell'evento ha messo all'asta un'edizione speciale della chitarra per la serie di videogiochi Guitar Hero.

## Il concerto
Il concerto avrebbe dovuto svolgersi all'Aquila, ma, meglio valutate le difficoltà organizzative e logistiche in una città appena terremotata e non ancora ricostruita, la scelta si spostò su Milano. Nello Stadio Giuseppe Meazza era già presente il palco che era stato impiegato dal gruppo musicale britannico di rock elettronico Depeche Mode, montato per la loro esibizione del 18 giugno, che fu concesso in utilizzo gratuito.
Il concerto è stato caratterizzato da esibizioni singole e da collaborazioni tra le varie artiste. La prima parte, tra le 15.40 e le 19.30, non coperta dalla diretta radiofonica e seguibile solamente con Web radio Amiche per l'Abruzzo, ha visto la partecipazione di tutte le artiste tranne le cinque madrine. La seconda parte, coperta dalla diretta radiofonica, tra le 19.30 e le 24.00, ha visto la partecipazione delle cinque madrine che, oltre a cantare singolarmente, hanno eseguito numerosi brani in duetti (come Gianna Nannini e Laura Pausini in La solitudine).
Ad aprire il concerto, intorno alle ore 15.55, è stato il brano di Fabrizio De André Ave Maria, cantato da Antonella Ruggiero, accompagnata da Mark Harris (già collaboratore dello stesso De André) al pianoforte e da Ivan Ciccarelli alla batteria.
A chiudere il concerto sono stati due brani: Donna d'Onna, inedito, scritto da Gianna Nannini in collaborazione con Isabella Santacroce e cantato in gruppo dall'autrice con Elisa, Giorgia, Fiorella Mannoia e Laura Pausini, e Il mio canto libero di Lucio Battisti, eseguito da tutte le artiste a cui si è aggiunta Caterina Caselli.

## Conduttrici della serata

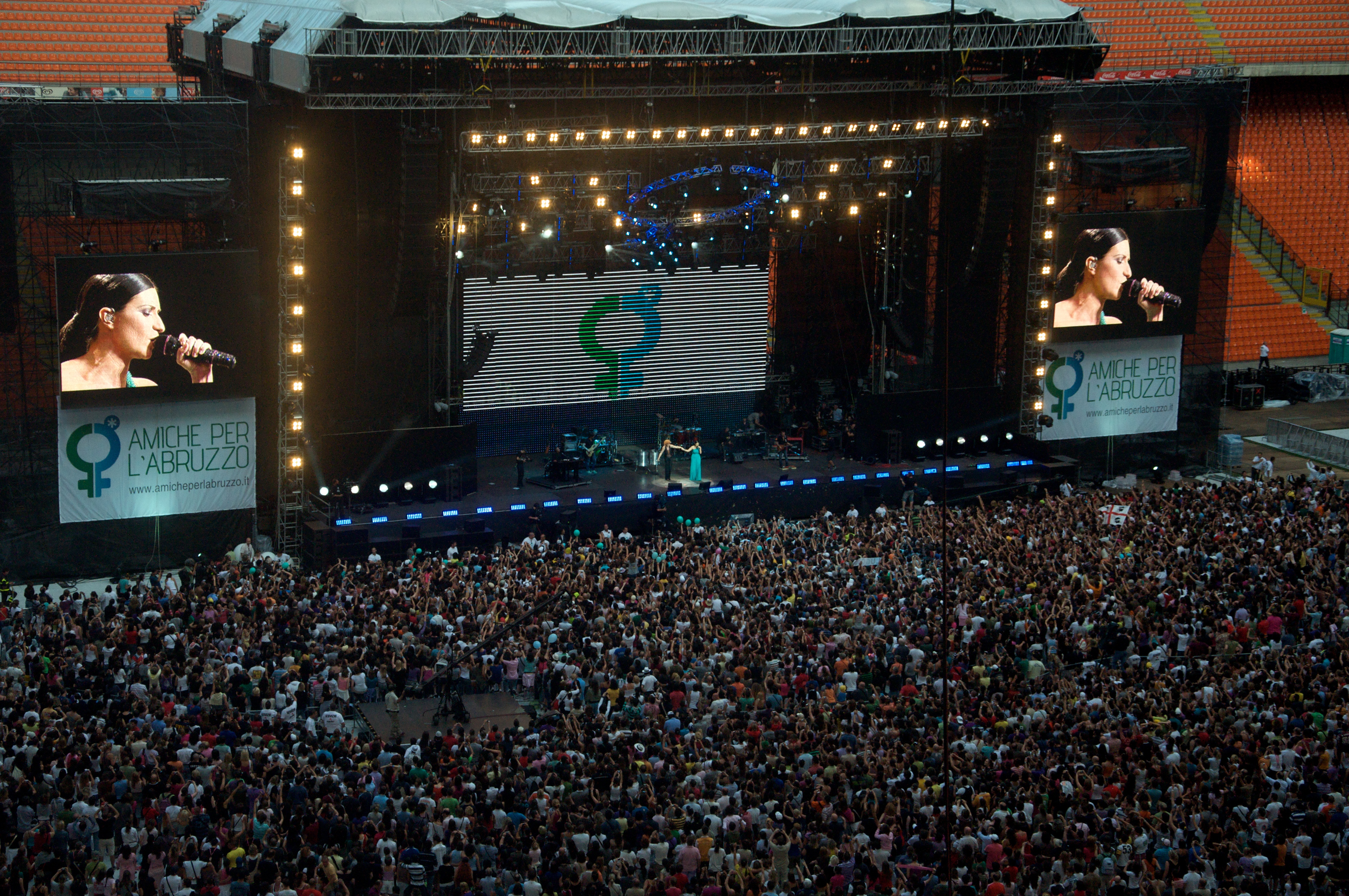
Laura Pausini, organizzatrice dell'evento, canta con Fiorella Mannoia durante il concerto

Nell'arco di tempo in cui il concerto è stato trasmesso anche via radio, la conduzione dei programmi dedicati è stata anch'essa affidata a sole donne. Nello specifico:
- per R101: Tamara Donà
- per Radio Monte Carlo: Lucilla Agosti
- per Virgin Radio: Paola Maugeri e Giulia Salvi
- per Radio 105: Kris & Kris
- per RTL 102.5: Nicoletta De Ponti
- per Radio Dimensione Suono: Rosaria Renna
- per Radio Kiss Kiss: Mariolina Simone
- per Radio 24: Debora Rosciani
- per Radio Deejay: La Pina e Laura Antonini
- per Radio Capital: Flavia Cercato
- per Radio Italia: Paola Gallo

## Artiste aderenti
Di seguito sono elencati, in ordine alfabetico, i nomi delle artiste aderenti all'evento, sia con la loro presenza che in maniera indiretta.
- Alexia
- Alice
- Ambra Marie
- Alessandra Amoroso
- Ania
- Silvia Aprile
- Arisa
- Malika Ayane
- Annalisa Baldi
- Angela Baraldi
- Rachele Bastreghi
- Leda Battisti
- Marcella Bella
- Simona Bencini
- Loredana Bertè
- Orietta Berti
- Laura Bono
- Antonella Bucci
- Chiara Canzian
- Carlotta
- Raffaella Carrà
- Rossana Casale
- Caterina Caselli
- Cliò
- Barbara Cola
- Carmen Consoli
- Aida Cooper
- Luisa Corna
- Cristina D'Avena
- Wilma De Angelis
- Teresa De Sio
- Grazia Di Michele
- Dolcenera

- Elisa
- Roberta Faccani
- Irene Fargo
- Giusy Ferreri
- Fiordaliso
- Irene Fornaciari
- Rita Forte
- Dori Ghezzi
- Barbara Gilbo
- Giorgia
- Gilda Giuliani
- Irene Grandi
- Amalia Gré
- Iskra Menarini
- Jasmine
- Karima
- L'Aura
- La Pina
- Patrizia Laquidara
- Amanda Lear
- Lighea
- Linda
- Lisa
- Petra Magoni
- Fiorella Mannoia
- Silvia Mezzanotte
- Mietta
- Milva
- Annalisa Minetti
- Andrea Mirò
- Simona Molinari
- Momo
- Nada
- Gianna Nannini

- Mariella Nava
- Nicky Nicolai
- Noemi
- Silvia Olari
- Stefania Orlando
- Anna Oxa
- Paola & Chiara
- Laura Pausini
- Rita Pavone
- Daniela Pedali
- Pia
- Patty Pravo
- Marina Rei
- Donatella Rettore
- Valeria Rossi
- Melania Rota
- Antonella Ruggiero
- Senhit
- Spagna
- Jo Squillo
- Syria
- Anna Tatangelo
- Tosca
- Gerardina Trovato
- Paola Turci
- Viola Valentino
- Ornella Vanoni
- Manuela Villa
- Diana Winter
- Iva Zanicchi

## Artiste assenti
Laura Pausini, organizzatrice dell'evento, aveva richiesto la partecipazione di Mina, la cui ultima apparizione pubblica risaliva (e risale tuttora) al 1978. La cantante, sebbene abbia rifiutato di presentarsi, ha dichiarato che avrebbe ascoltato l'evento via radio. Assenti della serata per imprevisti sono state Loredana Bertè, Aida Cooper, Anna Tatangelo e Iva Zanicchi. Le cantanti Pia Tuccitto e Ornella Vanoni, assenti per impegni presi in precedenza, hanno lasciato un videomessaggio.

## Scaletta esibizioni
Prima parte

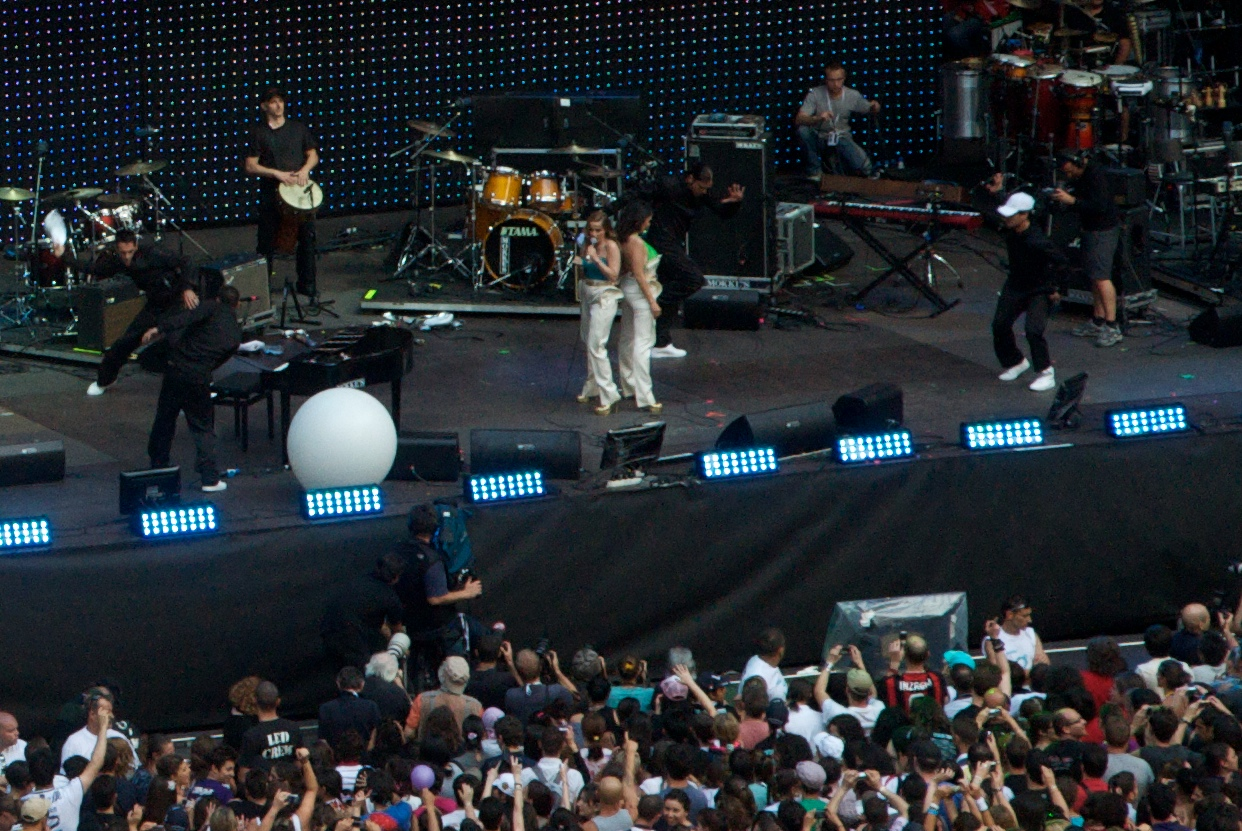
Paola & Chiara eseguono una coreografia durante il concerto

- Antonella Ruggiero - Ave Maria (di Fabrizio De André)
- Senhit - No more
- Jo Squillo - Siamo donne
- Irene Fornaciari - Sorelle d'Italia
- Fiordaliso & Annalisa Minetti - Non voglio mica la luna
- Alexia - Dimmi come
- Nicky Nicolai, Simona Molinari & Karima - Un'avventura (di Mogol e Lucio Battisti)
- Arisa - Sincerità
- Mariella Nava, Andrea Mirò & Rossana Casale - Spalle al muro (di Renato Zero)
- Malika Ayane - Feeling Better, Come foglie
- Donatella Rettore - Kobra, Lamette
- Noemi - Briciole
- L'Aura & Chiara Canzian - Novembre '96, Radio Star, (You Make Me Feel Like) A Natural Woman (di Aretha Franklin)
- Mietta - Baciami adesso, Vattene amore
- Mietta & Irene Fornaciari - Madre dolcissima (di Zucchero Fornaciari)
- Syria - Sei tu
- Alessandra Amoroso - Stupida, Immobile
- Alice - Il contatto, Per Elisa
- Dolcenera - Mai più noi due, Com'è straordinaria la vita, Il mio amore unico
- Anna Oxa - Processo a me stessa, Ti lascerò, Imagine (di John Lennon)
- Spagna - Easy Lady, Call Me
- Paola & Chiara - Vamos a bailar, Festival, Viva el amor!, Fino alla fine

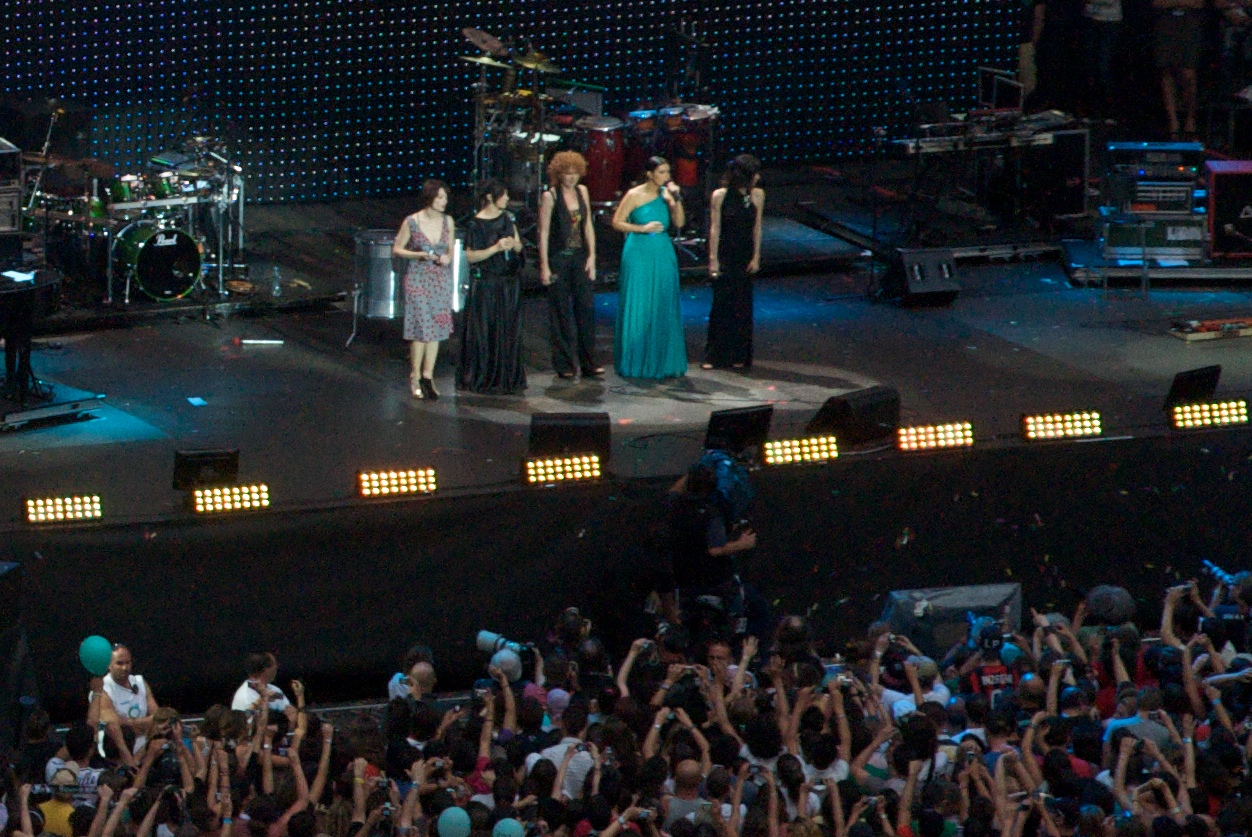
Fiorella Mannoia, Laura Pausini, Giorgia, Elisa & Carmen Consoli cantano Quello che le donne non dicono

- Giusy Ferreri - In assenza, La scala, Stai fermo lì
- Irene Grandi - Prima di partire per un lungo viaggio,
- Irene Grandi, Dolcenera, Noemi & Syria - La tua ragazza sempre, Blowin' in the Wind (di Bob Dylan)
- Irene Grandi - Bum Bum

Seconda parte
- Carmen Consoli, Paola Turci  & Marina Rei - I miei complimenti, Bambini, Fiori d'arancio
- Nada, Carmen Consoli, Marina Rei & Paola Turci - Ma che freddo fa
- Fiorella Mannoia - Oh che sarà, I treni a vapore, Smisurata preghiera (di Fabrizio De André), Sally (di Vasco Rossi)
- Fiorella Mannoia & Laura Pausini - E penso a te (di Lucio Battisti)
- Fiorella Mannoia, Laura Pausini, Giorgia, Elisa & Carmen Consoli - Quello che le donne non dicono
- Giorgia - Girasole, Di sole e d'azzurro
- Giorgia & Laura Pausini - Gocce di memoria
- Giorgia - Vivi davvero, Per fare a meno di te, Marzo
- Giorgia & Elisa - E poi
- Elisa - Stay
- Elisa & Gianna Nannini - Gli ostacoli del cuore
- Elisa - Una poesia anche per te
- Elisa & Fiorella Mannoia - Eppure sentire (Un senso di te)

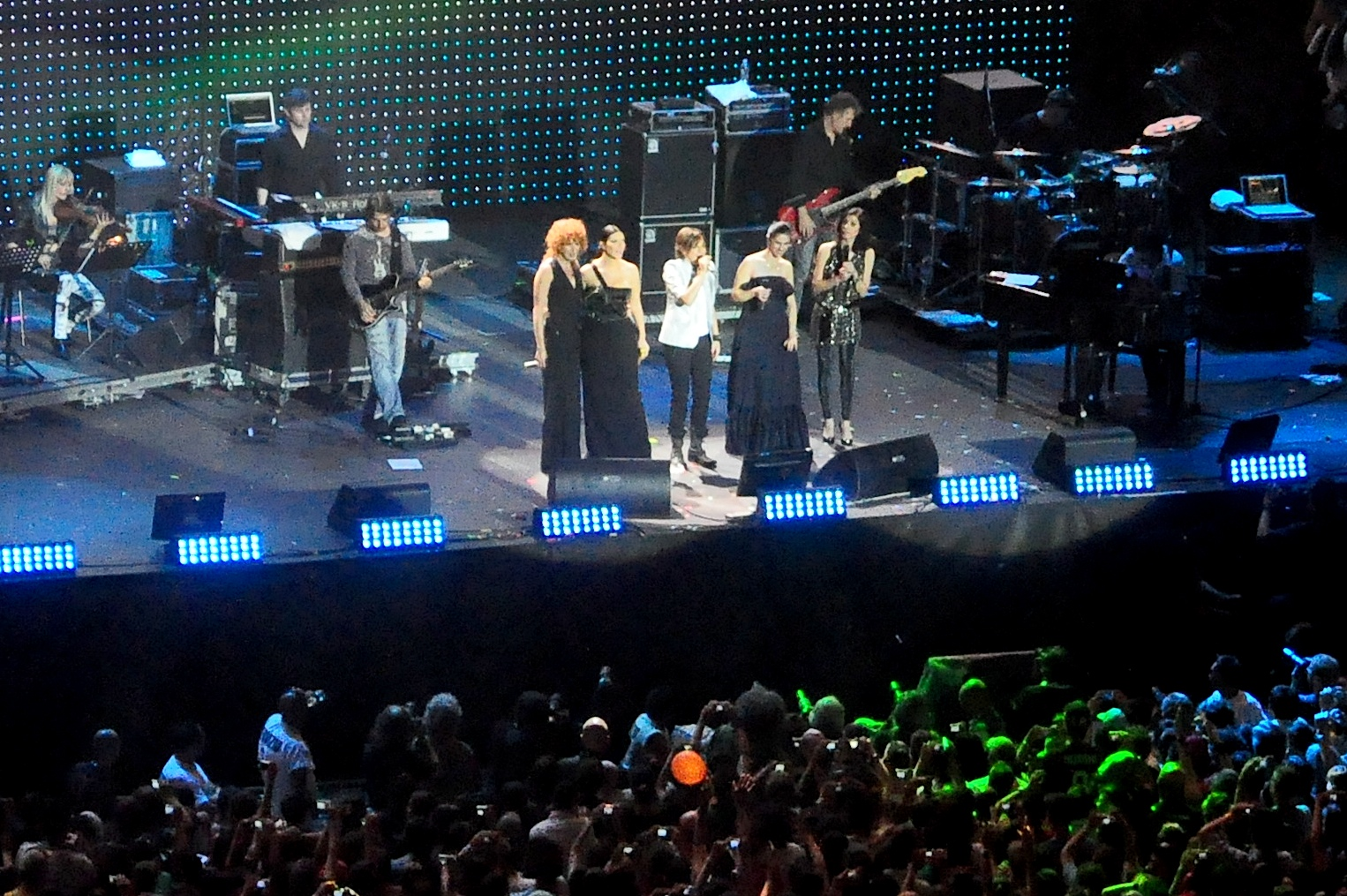
Laura Pausini, Gianna Nannini, Giorgia, Elisa & Fiorella Mannoia cantano Donna d'Onna durante il concerto

- Elisa & Giorgia - Heaven Out of Hell
- Elisa & Laura Pausini - Rainbow
- Elisa, Irene Grandi & Laura Pausini - Luce (tramonti a nord est)
- Laura Pausini - Io canto, Come se non fosse stato mai amore, E ritorno da te,
- Laura Pausini & Elisa - Tra te e il mare
- Laura Pausini - Invece no
- Laura Pausini & Giorgia - Primavera in anticipo
- Laura Pausini & Gianna Nannini - La solitudine
- Gianna Nannini - America
- Gianna Nannini & Giorgia - Amandoti, Come saprei
- Gianna Nannini - Attimo, Maledetto ciao, Bello e impossibile, Fotoromanza, Meravigliosa creatura
- Gianna Nannini & Laura Pausini - Sei nell'anima
- Laura Pausini, Gianna Nannini, Giorgia, Elisa & Fiorella Mannoia - Donna d'Onna
- Tutte le artiste - Il mio canto libero (di Lucio Battisti)

## Il DVD
Il doppio DVD tratto dallo spettacolo del 21 giugno 2009 allo Stadio Giuseppe Meazza di San Siro a Milano viene pubblicato il 22 giugno 2010.
La pubblicazione del DVD era prevista per l'autunno 2009, ma è stata poi posticipata per coincidere con l'anniversario del concerto.
Il DVD viene anticipato dal singolo Donna d'Onna eseguito da Gianna Nannini, Laura Pausini, Giorgia, Elisa e Fiorella Mannoia, in rotazione radiofonica e in vendita sulle piattaforme digitali dal 28 maggio 2010.
IL DVD contiene gran parte del concerto con oltre 240 minuti di musica e contenuti extra, riproponendo 50 canzoni e un backstage con le interviste alle protagoniste. Non è stato possibile inserire l'esibizione di Anna Oxa per problemi di registrazione dato che durante la sua esibizione stava piovendo. La versione del DVD venduta nelle edicole contiene un libro fotografico Pensieri e fotografie.
La produzione e il montaggio del materiale video ha richiesto quasi un anno di lavoro. A partire dalle protagoniste, hanno rinunciato al loro compenso: Gaetano Morbioli per la regia, Giovanni De Sandre per il materiale fotografico e Stefano Scozzese per la parte grafica. La produzione artistica è stata curata dal team di Laura Pausini nel suo studio di registrazione ORS Oliveta Recording Studio a Castelbolognese.
Il DVD realizzato per MADRAXA da Run Multimedia insieme a Live Nation, è distribuito dalla Warner Music Italy nei canali di vendita tradizionali, dalla Panini nei suoi punti vendita e da TicketOne per la vendita sul Web, al prezzo scontato di 14,90 euro. Il DVD è sostenuto anche dalle sponsorizzazioni di Heineken.
MADRAXA (acronimo di MADRine Amiche X l'Abruzzo) è una associazione non profit nata dall'unione delle cinque madrine, che permette di sviluppare progetti di solidarietà attraverso la musica, e l'arte in generale. La carica di presidente dell'associazione è ricoperta da Laura Pausini.
Anche Sky Italia ha partecipato all'iniziativa proponendo ai propri abbonati la possibilità di acquistare sul proprio servizio Sky Primafila da lunedì 28 giugno al 14 luglio 2010, la versione integrale del DVD in modalità pay-per-view al prezzo di 4 euro. L'intero incasso viene anche in questo caso devoluto in beneficenza.

### Tracce
DVD 1
1. Intro Donna d'Onna (testo: Gianna Nannini, Isabella Santacroce – musica: Gianna Nannini)
2. Antonella Ruggiero – Ave Maria (Fabrizio De André, Gian Piero Reverberi, Albino Puddu)
3. Senhit – No More (Michael Baker, E. Sexe, L. Kinchen)
4. Jo Squillo – Siamo donne (Jo Squillo)
5. Fiordaliso & Annalisa Minetti – Non voglio mica la luna (Luigi Albertelli, Enzo Malepasso, Zucchero Fornaciari)
6. Alexia – Dimmi come (Alexia, Massimo Marcolini)
7. Nicky Nicolai, Simona Molinari & Karima – Un'avventura (testo: Mogol – musica: Lucio Battisti)
8. Arisa – Sincerità (testo: Giuseppe Anastasi – musica: Giuseppe Anastasi, Giuseppe Mangiaracina, Maurizio Filardo)
9. Mariella Nava, Andrea Mirò & Rossana Casale – Spalle al muro (Mariella Nava)
10. Malika Ayane – Come foglie (Giuliano Sangiorgi)
11. Donatella Rettore – Lamette (Donatella Rettore, Claudio Rego)
12. Noemi – Briciole (testo: Marco Ciappelli, Diego Calvetti – musica: Francesco Sighieri)
13. L'Aura & Chiara Canzian – (You Make Me Feel Like) A Natural Woman (Carole King, Gerry Goffin, Jerry Wexler)
14. Mietta & Irene Fornaciari – Madre dolcissima (Zucchero Fornaciari)
15. Syria – Sei tu (Alberto Salerno, Claudio Mattone)
16. Alessandra Amoroso – Stupida (Federica Camba, Diego Calvetti, Daniele Coro)
17. Alice – Per Elisa (testo: Franco Battiato, Carla Bissi – musica: Franco Battiato, Giusto Pio)
18. Dolcenera – Il mio amore unico (Dolcenera, Saverio Lanza, Gian Piero Ameli, Oscar Avogadro)
19. Ivana Spagna – Medley
20. Paola & Chiara – Medley
21. Giusy Ferreri – La scala (Linda Perry)
22. Irene Grandi – Bum Bum (Lorenzo Ternelli, Eric Buffat)
23. Carmen Consoli, Paola Turci & Marina Rei – I miei complimenti (Marina Rei)
24. Carmen Consoli, Marina Rei & Paola Turci – Bambini (R. Righini, Alfredo Rizzo)
25. Carmen Consoli, Paola Turci & Marina Rei – Fiori d'arancio (Carmen Consoli)
26. Carmen Consoli, Paola Turci, Marina Rei & Nada – Ma che freddo fa (Franco Migliacci, Claudio Mattone)

DVD 2
1. Presentazione radio
2. Fiorella Mannoia – Sally (Vasco Rossi, Tullio Ferro)
3. Fiorella Mannoia & Laura Pausini – E penso a te (testo: Mogol – musica: Lucio Battisti)
4. Fiorella Mannoia, Carmen Consoli, Elisa, Giorgia & Laura Pausini – Quello che le donne non dicono (Enrico Ruggeri, Luigi Schiavone)
5. Ornella Vanoni – Video messaggio
6. Giorgia – Vivi davvero (Giorgia, Michael Baker)
7. Giorgia & Elisa – E poi (Giorgia, Massimo Calabrese, Marco Rinalduzzi)
8. Giorgia & Laura Pausini – Gocce di memoria (testo: Giorgia – musica: Andrea Guerra)
9. Elisa – Stay (Elisa)
10. Elisa & Fiorella Mannoia – Eppure sentire (Un senso di te) (testo: Elisa – musica: Paolo Buonvino)
11. Elisa, Irene Grandi & Laura Pausini – Luce (tramonti a nord est) (testo: Elisa, Zucchero Fornaciari – musica: Elisa)
12. Elisa & Gianna Nannini – Gli ostacoli del cuore (Luciano Ligabue)
13. Laura Pausini – Io canto (testo: Marco Luberti – musica: Riccardo Cocciante)
14. Laura Pausini & Elisa – Tra te e il mare (Biagio Antonacci)
15. Laura Pausini & Gianna Nannini – La solitudine (testo: Federico Cavalli, Pietro Cremonesi – musica: Angelo Valsiglio, Pietro Cremonesi)
16. Laura Pausini & Giorgia – Primavera in anticipo (testo: Laura Pausini, Cheope, James Blunt – musica: Daniel Vuletic)
17. Gianna Nannini – America (Gianna Nannini, Mauro Paoluzzi)
18. Gianna Nannini & Giorgia – Amandoti (Massimiliano Zamboni, Giovanni Lindo Ferretti,)
19. Gianna Nannini – Fotoromanza (Gianna Nannini, Konrad Plank, Raffaella Riva)
20. Gianna Nannini & Laura Pausini – Medley
21. Laura Pausini, Gianna Nannini, Giorgia, Elisa & Fiorella Mannoia – Donna d'Onna (testo: Gianna Nannini, Isabella Santacroce – musica: Gianna Nannini)
22. Tutte le Amiche per l'Abruzzo – Il mio canto libero (testo: Mogol – musica: Lucio Battisti)
23. Videoclip Amiche bambine - Come Sail Away (Ennio Morricone, L. Gane)
24. Credits Mi dispiace (testo: Giuseppe Dati – musica: Giuseppe Dati, Goffredo Orlandi)
25. Backstage delle Amiche per l'Abruzzo Donna d'Onna (testo: Gianna Nannini, Isabella Santacroce – musica: Gianna Nannini)
26. Paola & Chiara – Un viaggio in Abruzzo
27. Matrix 19 giugno 2009 – MTV: Speciale Amiche per l'Abruzzo

### Vendite
Il primo giorno della pubblicazione del DVD vengono vendute 25 000 copie. A tre giorni dalla sua uscita, si è prevista una ristampa e una ri-distribuzione. Warner Music Italy triplica la fornitura nei negozi tradizionali (arrivando a 70 000 copie); Panini ristampa una doppia quantità di DVD per rifornire nuovamente tutte le edicole (arrivando a un totale di 100 000 copie). Considerevoli i risultati di vendita anche per Ticketone.
Per 15 settimane consecutive rimane primo nella classifica dei DVD più venduti e si aggiudica il primato da record per il numero di copie vendute: 200.000 in 3 settimane.
A marzo 2011, quando il DVD torna in edicola per la Festa della donna le copie vendute sono oltre 250.000.

### Riconoscimenti
A gennaio 2011 il DVD Amiche per l'Abruzzo si aggiudica il primo posto nella sezione italiana Miglior artista live del decennio nelle votazioni del referendum Dieci! organizzato dal sito internet musicale Rockol. Il referendum celebrativo del decennio 2001-2010 si è svolto nei punti vendita della catena FNAC.

### Classifiche
| Classifica (2010) | Posizione massima |
| ----------------- | ----------------- |
| Italia            | 1                 |

## Fondi raccolti
Concerto

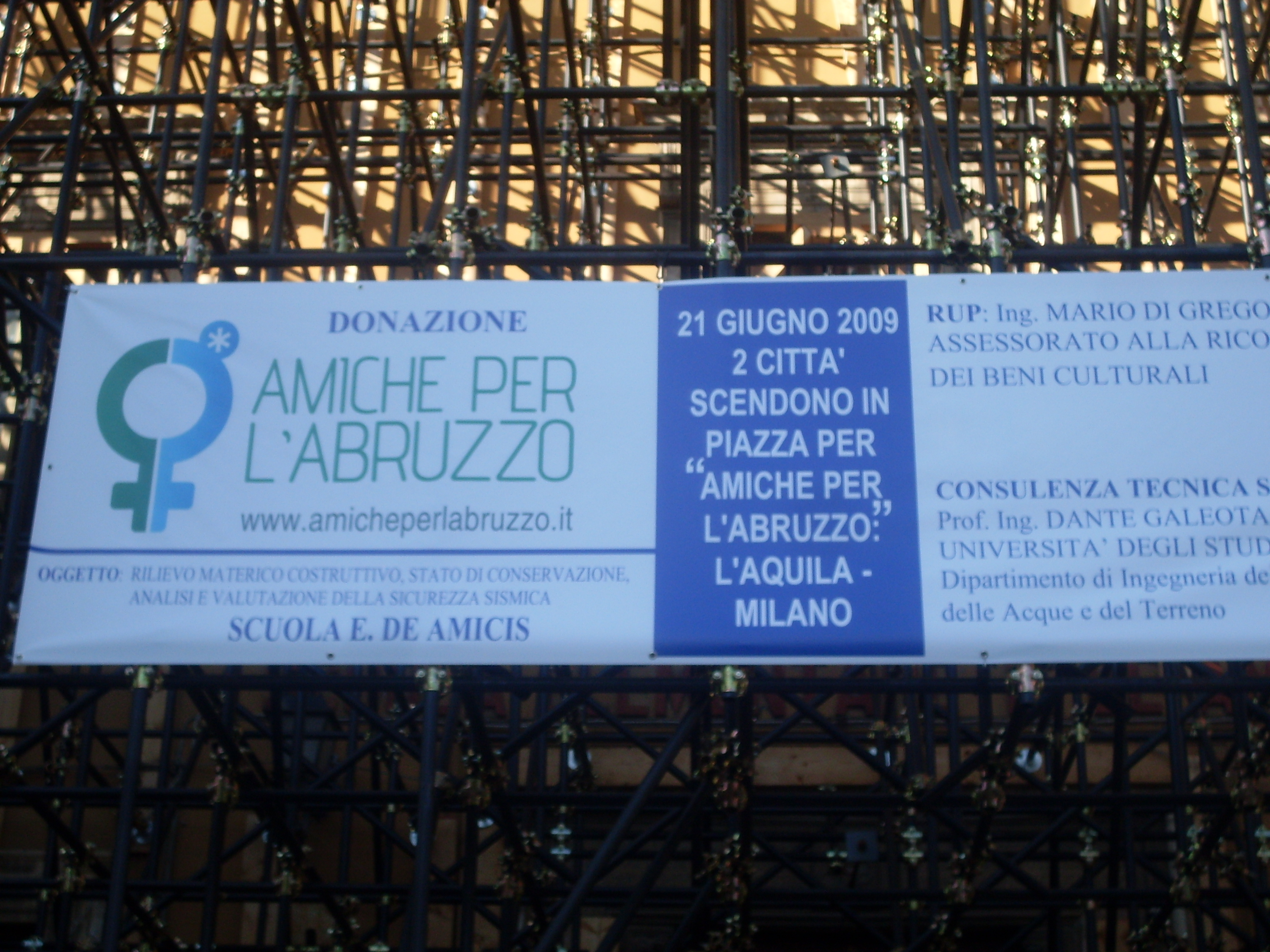
Lavori di ricostruzione della Scuola elementare Edmondo de Amicis a L'Aquila, 2011

L'iniziativa ha raccolto una cifra stimata in un milione e mezzo di euro (1.183.406,52 euro al netto delle spese) così ripartiti:
- Euro 946.725,21 al Comune dell'Aquila per la ricostruzione della Scuola Elementare Edmondo de Amicis di cui 80.000 euro sono stati stornati per ampliare una mensa della succursale e creare un'aula di musica (80%).
- Euro 236.681,30 all'Associazione Onlus Aiutiamoli a vivere per la costruzione di un centro pulifunzionale nella frazione di Camarda (20%).

Il 20 giugno 2010 Laura Pausini si reca all'Aquila per consegnare simbolicamente l'assegno con i fondi raccolti.
DVD
Il ricavato della vendita del DVD è stato 1.918.794 euro così ripartito:
- Euro 234.000 per il Progetto Foresteria Studenti Università.
- Euro 780.000 per i lavori completamento piano interrato.
- Euro 740.000 Per i lavori completamento facoltà di scienze.
- Euro 10.000 per il Progetto San Vincenzo
- Euro 35.000 per l'Associazione Donatella Tellini onlus - Centro Antiviolenza per le Donne

Il 7 marzo 2011 Fiorella Mannoia si reca come ospite all'Università degli Studi dell'Aquila per una conferenza inerente ai fondi raccolti.

## Promozione tramite mass media

### Televisione
2009
La manifestazione Amiche per l'Abruzzo viene presentata da Laura Pausini, Gianna Nannini, Giorgia ed Elisa (in collegamento video) in seconda serata su Canale 5 venerdì 19 giugno 2009 nel programma televisivo Matrix condotto da Alessio Vinci. La puntata ottiene 1.587.000 telespettatori e il 24,02% di share.
La manifestazione viene inoltre presentata nei giorni precedenti da cinque pubblicità su Canale 5 realizzate da ognuna delle cinque madrine e durante la premiazione di Laura Pausini ai Wind Music Awards 2009.
Domenica 16 agosto 2009 alle ore 14:00 va in onda sul canale 704 di Sky Italia MTV Hits un filmato dedicato ad Amiche per l'Abruzzo che viene poi inserito nel DVD.
2010
Il videoclip di Donna d'Onna viene trasmesso il 2 giugno 2010 su Italia 1 al termine della prima puntata dei Wind Music Awards 2010. Una piccola parte del videoclip viene ritrasmessa di nuovo all'inizio della terza e ultima puntata il 16 giugno.
Domenica 20 giugno 2010 Laura Pausini si reca in Abruzzo per consegnare l'assegno di un milione al sindaco dell'Aquila Massimo Cialente.
Lunedì 21 giugno 2010 alle ore 17:00 viene trasmessa in diretta sul sito del TGCOM la conferenza stampa di presentazione del DVD dallo studio di Matrix di Roma. Dallo studio del TGCOM di Milano sono in collegamento Jo Squillo e Paolo Liguori. Sempre dallo stesso giorno viene trasmessa in televisione su Canale 5 e LA7 la pubblicità del DVD grazie all'associazione no-profit Pubblicità Progresso.
Lo stesso giorno Laura Pausini, Gianna Nannini, Giorgia, Elisa e Fiorella Mannoia sono di nuovo ospiti in prima serata alle 21:20 nella puntata speciale del programma televisivo Matrix condotto da Alessio Vinci per presentare l'uscita del doppio DVD dell'evento. La puntata è in collegamento con due città: a Milano in Piazza del Cannone con Nicoletta De Ponti di RTL 102.5, La Pina di Radio Deejay, Paola & Chiara, Syria, Jo Squillo, Chiara Canzian, Alexia, Andrea Mirò e all'Aquila, in Piazza Duomo con Carlotta di Radio Kiss Kiss, Betty Senatore di Radio Capital, Rosaria Renna di RDS, Ivana Spagna, Fiordaliso, Senhit, Mariella Nava e Simona Molinari. È inoltre in collegamento il sindaco della città dell'Aquila, il portavoce della Protezione Civile e ci sono contenuti e filmati di Carmen Consoli, Malika Ayane e Irene Grandi. A partire dalle ore 20,00 nelle due piazze viene proiettato la versione integrale del concerto del 21 giugno 2009. Doveva esserci anche un collegamento con Napoli ma per problemi di organizzazione è stata annullato. La puntata ottiene 2.634.000 telespettatori e il 14,07% di share. La puntata viene replicata domenica 4 luglio alle ore 16:20 ottenendo 1.073.000 telespettatori e il 10,73% di share.

### Radio
Dal 17 al 25 giugno 2010 vengono effettuati collegamenti in radio con le madrine per promuovere il DVD e la puntata di Matrix. In chiusura di ogni collegamento viene inoltre trasmesso il singolo Donna d'Onna.
| Laura Pausini | Laura Pausini | Laura Pausini     |
| Data          | Ora           | Radio             |
| ------------- | ------------- | ----------------- |
| 17 giugno     | 16:05         | Radio Italia      |
| 18 giugno     | 12:30         | Radio Kiss Kiss   |
| 18 giugno     | 20:20         | Radio Kiss Kiss   |
| 19 giugno     | 11:15         | Radio Kiss Kiss   |
| 19 giugno     | 12:40         | Rai Radio 1       |
| 22 giugno     | 09:40         | Radio Monte Carlo |
| 22 giugno     | 11:15         | Radio Deejay      |
| 22 giugno     | 18:15         | RTL 102.5         |
| 25 giugno     | 18:30         | Radio Deejay      |

| Gianna Nannini | Gianna Nannini | Gianna Nannini    |
| Data           | Ora            | Radio             |
| -------------- | -------------- | ----------------- |
| 17 giugno      | 09:20          | Radio Kiss Kiss   |
| 17 giugno      | 09:40          | Radio Monte Carlo |
| 17 giugno      | 18:25          | RTL 102.5         |
| 17 giugno      | 18:40          | Radio Deejay      |
| 21 giugno      | 16:05          | Radio Italia      |

| Giorgia   | Giorgia | Giorgia           |
| Data      | Ora     | Radio             |
| --------- | ------- | ----------------- |
| 17 giugno | 12:00   | Radio 105         |
| 20 giugno | 15:15   | Radio Monte Carlo |
| 22 giugno | 18:30   | Radio Deejay      |
| 24 giugno | 16:05   | Radio Italia      |
| 24 giugno | 17:30   | Radio Kiss Kiss   |

| Elisa     | Elisa       | Elisa           |
| Data      | Ora         | Radio           |
| --------- | ----------- | --------------- |
| 23 giugno | 16:05       | Radio Italia    |
| 23 giugno | 17:00-20:00 | Radio Kiss Kiss |
| 23 giugno | 20:00-22:00 | Radio Deejay    |
| 24 giugno | 18:00-20:00 | Radio Deejay    |

| Fiorella Mannoia | Fiorella Mannoia | Fiorella Mannoia |
| Data             | Ora              | Radio            |
| ---------------- | ---------------- | ---------------- |
| 18 giugno        | 15:20            | R101             |
| 18 giugno        | 16:05            | Radio Italia     |
| 22 giugno        | 12:15            | Radio Kiss Kiss  |
| 22 giugno        | 17:30            | Radio Kiss Kiss  |
| 23 giugno        | 18:30            | Radio Deejay     |

## Curiosità
Le 5 cantanti madrine del progetto, si sono esibite dieci anni dopo, assieme a Emma ed Alessandra Amoroso, un concerto benefico dal titolo Una. Nessuna. Centomila, contro la violenza sulle donne, tenutosi 11 giugno 2022 a Campovolo.